# ラ・ガリソニエール級軽巡洋艦
ラ・ガリソニエール級軽巡洋艦 (フランス語: Croiseurs Légers de la classe La Galissonnière, La Galissonnière Class Light Cruisers) とは、フランス海軍が第二次世界大戦前に最後に竣工させた軽巡洋艦の艦級である。高速力と、ある程度の防御力を備えた優秀な中型巡洋艦であった。6隻建造されたが、第二次世界大戦中に3隻（ラ・ガリソニエール、ジャン・ド・ヴィエンヌ、マルセイエーズ）がヴィシー政権下のトゥーロンで自沈、残りの3隻は自由フランス軍に所属して大戦を生き延び、戦後も運用された。

## 概要
1931年・1932年計画で計6隻の建造が認められた。フランス海軍の新世代戦艦「ダンケルク級戦艦」に随伴できる汎用軽巡洋艦として計画された。
軽巡洋艦（敷設巡洋艦）エミール・ベルタンの拡大発展型が、本級である。地中海を挟んで対峙するイタリア王立海軍 (Regia　Marina) のコンドッチェリ型軽巡洋艦に対抗できる性能を求められた。本級はフランス軽巡洋艦で初めて舷側装甲を持ち、自艦の主砲弾に耐えうる防御力を持っている。
フランス海軍はダンケルク級戦艦1隻、本級3隻、大型駆逐艦6隻を一セットとする高速機動部隊で敵通商破壊艦を追撃・撃破し、もしくは敵輸送船団を遠洋にて攻撃できるクラスとして整備された。第二次世界大戦初期、フランス海軍は襲撃部隊（指揮官ジャンスール提督）を編成している。

## 艦形

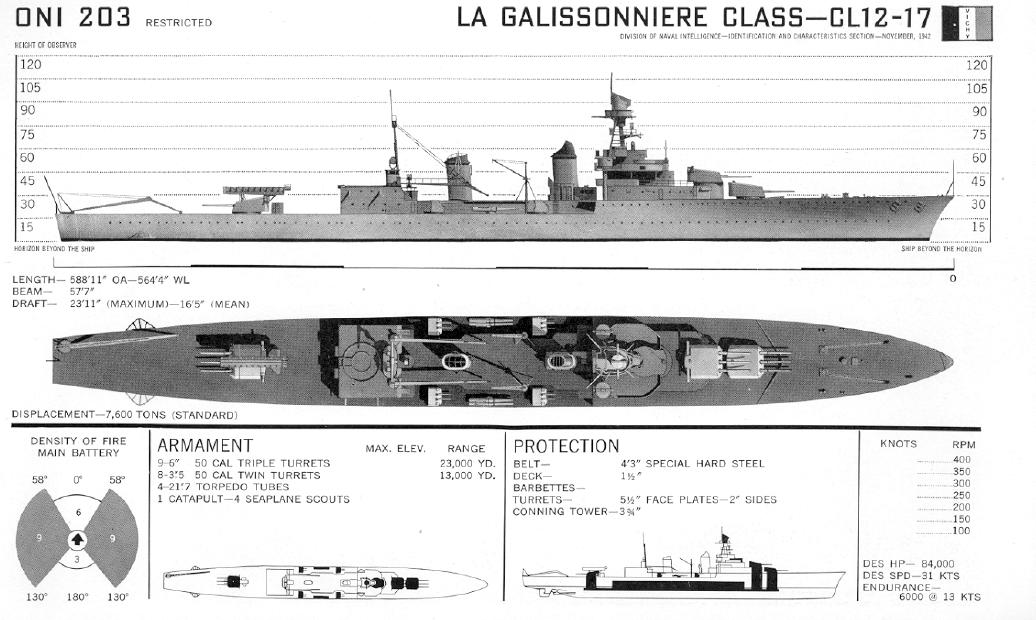
本級の武装・装甲配置を示した図。

本級の船体形状はフランス近代巡洋艦伝統の船首楼型船体で、水面からクリッパ―型艦首の甲板までの乾舷は高く、本級の凌波性能が高いことをうかがわせる。軽くシア（甲板の傾斜）の付いた艦首甲板から本級より新設計の「1935年型 15.2cm（55口径）速射砲」を三連装砲塔に納め、1・2番主砲塔を背負い式で2基、司令塔を組み込んだ艦橋を基部に持つ軽量な三脚型の前部マストが立った所で船首楼が終了し、そこから甲板一段分下がった船体中央部の2本煙突が立つ。
2本煙突の間隔は広く取られて間に艦載艇揚収クレーンが片舷1基ずつ計2基あり、その左右が艦載艇置き場となっている。なお、舷側甲板上に｢1930年型 9cm（50口径）高角砲｣を連装砲架で片舷2基ずつの計4基あり、その連装高角砲に挟まれる様に55cm連装水上魚雷発射管を片舷1基ずつ計2基装備した。2番煙突の背後に箱型の水上機格納庫があり、屋根から簡素な単脚式の後檣が生え、その左右には水上機揚収クレーンが計2本生える。
水上機格納庫のシャッターは3番主砲塔に向かって左右に別々に開く。その3番主砲塔の天蓋部に水上機射出カタパルトが乗る。艦尾形状は切り落としたかのようなスターン・バウで、艦尾上端部にハイン・マットと呼ばれる水上機揚収施設が内蔵されている。なお、艦尾にも水上機揚収クレーンが1基付く。

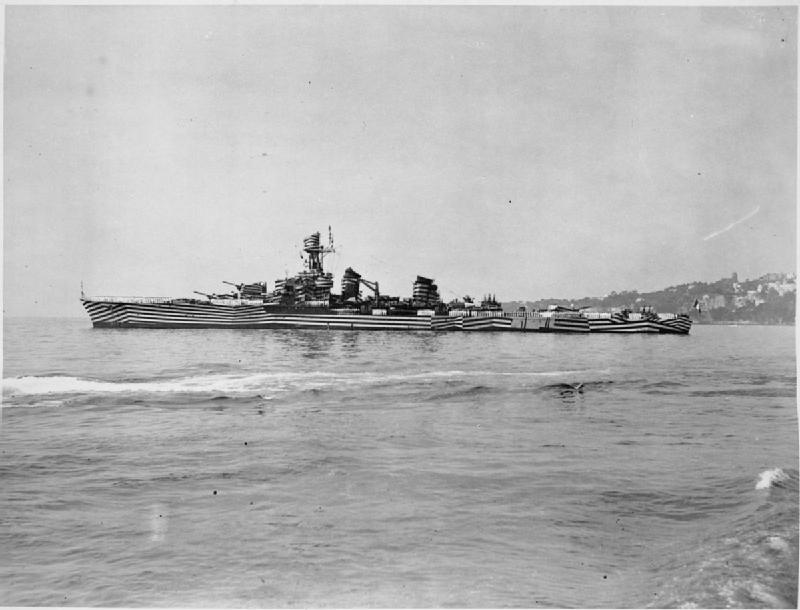
1944年にナポリ沖で撮られた「グロワール」。対空火器が強化されると共に、船体にダズル迷彩が施されている。

1942年11月27日のトゥーロン港自沈で本級3隻が失われた。残った3隻は自由フランス軍に所属する。1943年にグロワール (Croiseur Gloire) 、ジョルジュ・レイグ (Croiseur Georges Leygues) 、モンカルム (Croiseur Montcalm) は13.2mm連装機銃全てと水上機施設と後部マストを撤去し、ボフォース 4cm（56口径）四連装機関砲6基とエリコン 2cm（76口径）単装機銃6基（「モンカルム」は12基）を追加して対空火器を強化し、SA・SF型レーダーを搭載した。

## 武装

### 主砲
主砲は「エミール・ベルタン」より引き継ぐ「1935年型 15.2cm（55口径）速射砲」を採用した。性能は重量54～58.8 kgの砲弾を最大仰角45度で26,960 mまで届かせることが出来るこの砲を三連装砲塔に収めた。俯仰能力は仰角45度・俯角10度で、装填角度は俯角5度から仰角15度の間である。旋回角度は船体首尾線方向を0度として左右150度の旋回角度を持つ、主砲身の俯仰・砲塔の旋回・砲弾の揚弾・装填は主に電力で行われ、補助に人力を必要とした。発射速度は毎分5～8発である。

### 高角砲、その他の備砲、雷装
高角砲は「1926年型9cm（50口径）高角砲」を前級に引き続き採用した。9.51kgの砲弾を仰角45度で15,440 m、対空榴弾を最大仰角80度で10,600mの高度まで到達できた。旋回と俯仰は電動と人力で行われ、左右方向に150度旋回でき、俯仰は仰角80度、俯角5度で発射速度は毎分12～15発だった。これを連装砲架で4基8門を搭載した。他には「1925年型37mm（50口径）機関砲」を連装砲架で4基、「1929年型13.2mm（50口径）機銃」を単装砲架で12丁を装備。他に対艦攻撃用に55cm魚雷発射管を連装で2基装備した。　

## 機関
機関配置はフランス近代巡洋艦伝統のシフト配置である。前級の「エミール・ベルタン」でペノエ式水管缶6基だったのが本級は防御重量を捻出するためにアンドレ式水管缶4基へ減少し、前級で4基4軸あったギヤード・タービンを半分の2基2軸に減少したが船体の長さが伸びて抵抗の少ない船体形状になったため、最大出力は84,000hpながら公試において計画速力31ノットを大幅に凌駕する35.9ノットを発揮した。重油燃料タンクは1,559トンで速力12ノットで7,000海里、15ノットで5,440海里航行など優秀な機関性能であった。

## 防御
本級は、敵通商破壊艦からの防御のため、フランス軽巡洋艦として初めて、舷側装甲を張られた艦である。仮想敵国のドイツ海軍は、第一次世界大戦の経験から4～6インチ砲を積んだ通商破壊艦（仮装巡洋艦）や軽巡洋艦を使用する事が予測できた為、当然としてバイタルパート防御は軽巡洋艦級の主砲弾に耐えうる防御装甲が求められた。
そのため、舷側装甲帯には105mm装甲板が貼られ、主甲板にも38mm装甲が貼られた。他に主砲塔は最高厚100mm装甲が貼られた。

## 航空施設
前述のハイン・マットとは洋上に着水した水上機を航行しながら収容するための仕組みで、その名の通り耐水性の生地で出来た帯状のマットレスを艦尾から流し、水上を滑走する水上機がそのマットの上に乗った所でマットを巻き取りながら艦尾のクレーンで水上機を甲板に持ち上げる仕組のものである。この利点は多少荒れた水面であっても一旦、マットの上に乗れば機体は安定するので安全に揚収できる。なお、同様の施設を持つ軍艦には日本海軍の水上機母艦「神威」や「瑞穂」で試験された他、同海軍の大和型戦艦にも初期設計段階で搭載が検討された。

## 同型艦
- ラ・ガリソニエール

ブレスト造船所にて1931年12月15日に起工、1933年11月18日に進水、1936年4月に就役。1942年11月27日自沈処分。
- ジャン・ド・ヴィエンヌ

ロリアン造船所にて1931年12月20日に起工、1935年7月31日に進水、1937年2月に就役。1942年11月27日自沈処分。
- グロワール

F C de la Gironde社ボルドー造船所にて1933年11月13日に起工、1935年9月28日に進水、1937年11月に就役。1943年1月に自由フランス海軍に所属。1958年1月に除籍後、解体処分。
- マルセイエーズ

A C de la Loire社サン＝ナゼール造船所にて1933年10月23日に起工、1935年7月17日に進水、1937年10月に就役。1942年11月27日自沈処分。
- モンカルム

F C de la Méditerranée社ラ・セーヌ造船所にて1933年11月15日に起工、1935年10月26日進水、1937年11月就役。1943年1月に自由フランス海軍に所属。1959年に除籍後、1969年12月に解体処分。
- ジョルジュ・レイグ

ロワール・ペノエ社サン＝ナゼール造船所にて1933年9月21日に起工、1936年3月24日に進水、1937年11月に就役。1943年1月に自由フランス海軍に所属。1959年11月に除籍後、解体処分。